# Wat van me drinken, schat?
Wat van me drinken, schat? is een  hoorspel van Dick Walda. De VARA zond het uit op woensdag 21 november 1973 (met een herhaling op woensdag 14 augustus 1974). De regisseur was Ad Löbler. De uitzending duurde 54 minuten.

## Rolbezetting
- Fé Sciarone (Marjon van der Salm)
- Corry van der Linden (Clara)
- Eva Janssen (Ina)
- Gerrie Mantel (Renée)
- Joke Reitsma-Hagelen (Joke)
- Elly den Haring (de verpleegster)
- Huib Orizand (de kastelein)
- Jos Lubsen (Joop)
- Hans Veerman (dokter De Haas)
- Tonny Foletta (de taxichauffeur)
- Jan Wegter (een houthakker)
- Peter Aryans (een cafébezoeker)

## Inhoud
Marjon van der Salm bewoont met haar vriendin Joke een flat. In het begin is het gezellig en drinken ze een glaasje jenever, bier of sherry. Marjon gaat steeds meer verdienen, maar haar geld gaat naar de cafés en de drank. Ze komt uiteindelijk in een kliniek en ontmoet daar Clara en Ina. De vrouwen hebben een gezamenlijk probleem: de verslaving aan de drank. Maar ze hebben ook eigen problemen: eenzaamheid en moeilijkheden in hun verhouding met hun omgeving. Clara zei al eens: “Het beste is er niet meer te zijn, niet meer wakker worden…” Maar Marjon zal weer thuiskomden en opnieuw beginnen. Zal de kastelein weer een taxi voor haar moeten bellen?